# Dašdordžín Nacagdordž
Dašdordžín Nacagdordž (17. listopadu 1906 – 13. června 1937) byl mongolský básník, spisovatel a dramatik. Je považován za jednoho ze zakladatelů moderní mongolské literatury a prvního mongolského „klasického socialistického“ spisovatele.

## Život
Nacagdordž se narodil blízko jezera Gün Galútaj (nynější sum Bajadelger v Centrálním ajmagu) do chudé rodiny beztitulového šlechtice (choch taidži). Jeho moderní jméno zní Bordžgin Dašdordžín Nacagdordž (Боржгин Дашдоржийн Нацагдорж), jeho otec byl Dašdordž a rodina patřila do klanu Bodžiginů. Vzdělání se mu dostalo od soukromého učitele. Od 11 let pracoval jako pomocný písař na úřadech místní samosprávy autonomního Vnějšího Mongolska. Po vyhlášení samostatného Mongolska v roce 1921 se angažoval v Mongolské lidové armádě. V roce 1925 započal svoje studium v zahraničí, nejprve vycestoval do Sovětského svazu (Leningrad), poté v letech 1926 až 1929 pobýval v Německu (Berlíně, Lipsku) a ve Francii, mimo jiné založil Svaz mongolských spisovatelů.
Dlouhý studijní pobyt v zahraničí byl možný díky prozápadnímu směřování státu pod prezidentem Peldžidínem Gendenem, to však skončilo v roce 1928 a roku 1929 se musel Nacagdordž vrátit. V Mongolsku se živil jako příležitostný tlumočník a spolupracovník mládežnických novin.
Když od třicátých let začaly probíhat čistky podle sovětského vzoru, Nacagdordž byl v roce 1932 zatčen, ale ještě téhož roku byl propuštěn; po druhém zatčení, v roce 1936, byl odsouzen k pěti měsícům nucených prací. Zemřel 13. června 1937 ve věku pouhých 30 let.

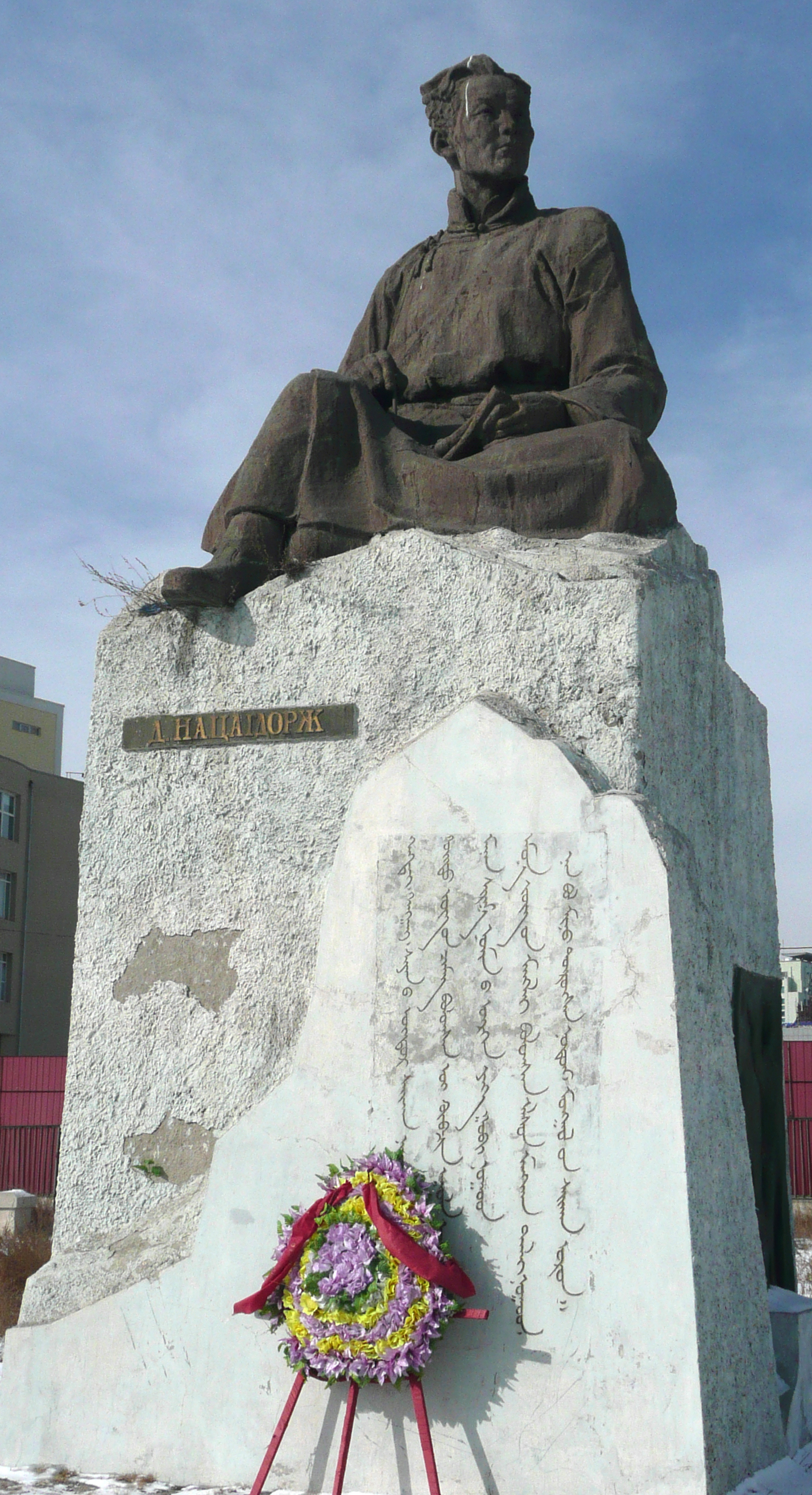
Nacagdordžův pomník v Ulánbátaru, na soklu tvoří nápis v mongolském písmu báseň Má vlast

V roce 1981 Svaz mongolských spisovatelů postavil v jeho rodném domě v přírodní rezervaci Gün Galút památník.

## Dílo

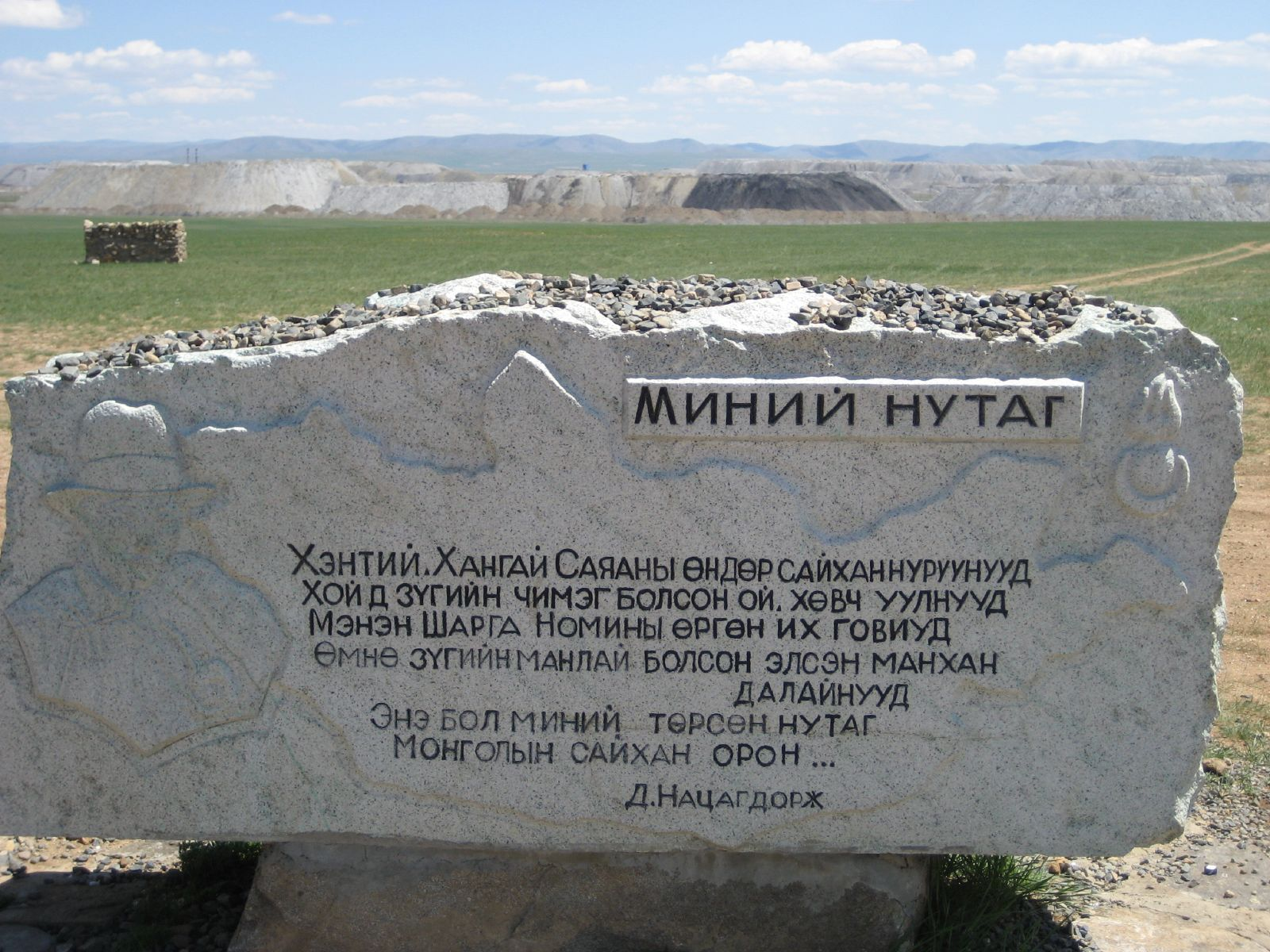
Památník nedaleko Baganúru s nápisem básně Má vlast

Nacagdordž má své dílo hluboce zakořeněno v tradici mongolské literatury, včetně lidového básnictví, ovšem nově díky studiu v zahraničí se mohl seznámit se světovou literaturou, byl zvlášť obdivovatelem Gerharta Hauptmanna a dalších. Tím dokázal mongolské literatuře přinesl moderní lyrické a krátké prozaické texty, zároveň si Nacagdordžových moderních textů všimli i zahraniční čtenáři.
Nejslavnější je jeho báseň Má vlast (Миний нутаг, 1933), která chválí nádhernou rozmanitost Mongolska, uvádí také výčet všech míst Mongolska, včetně území poblíž hranic. Literární kritici tvrdí, že básník ve své básni nakreslil nehmatatelnou hranici Mongolska své doby. Mimo jiné například považoval za součást Mongolska celé pohoří Sajany (dnes část Ruska převážně v Tuvě, která byla na Mongolsku nezávislá).
Jeho edukační básně obhajovaly evropskou medicínu, která byla do Mongolska importována bezprostředně po revoluci. Další básně jako Hvězda (Од, 1931) patří k stálému fondu mongolské básnické tvorby. V době prvního věznění napsal báseň Toužení po svobodě (Хөдөө талын үзэсгэлэн, 1932). Tematiku revoluce zachycují básně Syn starého světa (Хуучин хүү, 1930) a Bílý měsíc a černé slzy (Цагаан сар ба хар нулимс, 1932). Povídka Lámovy slzy (Ламбугуайн нулимс, 1930) ukazuje talent autora jako vtipně-ironického se silnou sociální kritikou.
Bez významu není ani jeho dramatické dílo, Tři smutné kopce (Учиртай гурван толгой, 1934) se staly jednou z nejpopulárnějších mongolských oper. Opera v Ulánbátaru začíná a končí každý rok svého programu touto operou. V opeře pracuje s milostně tragickým námětem z mongolských a centrálněasijských pohádek.
Do mongolštiny také překládal, z ruštiny Puškina, dále autory Poea a Maupassanta (vesměs z němčiny).